# ظاهرة 2012

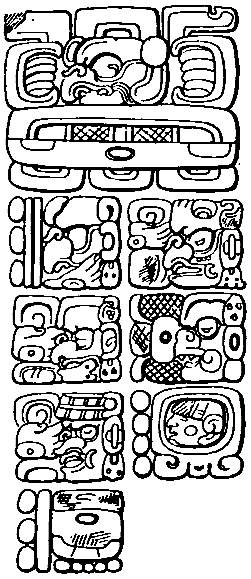
صورة نقش لحساب مايا الطويل.

ظاهرة 2012 أو نهاية العالم في 2012 هي مجموعة من المعتقدات غير الحقيقية الأخروية التي تفترض تحولات وأحداث مفاجئة وعنيفة بتاريخ 21 ديسمبر 2012. وقد بنيت تلك التنبؤات أساسا على ادعاء بانتهاء تقويم أمريكا الوسطى الكبير، الذي استمر لـ 5,125 سنة وانتهي يوم 21 ديسمبر 2012.
وبذلك فقد احيت أعياد المايا ذكرى نهاية باكتون 13 الذي يصادف يوم 21 ديسمبر 2012 في البلدان التي كانت جزءا من إمبراطورية المايا (المكسيك وغواتيمالا وهندوراس والسلفادور)، مع أحداث رئيسية جرت في تشيتشن إيتزا في المكسيك، وتيكال في غواتيمالا.
كان قد اقترح بربط بعض التشكيلات الفلكية والصيغ التنجيمية المختلفة بهذا التاريخ، إلا أن المدارس السائدة رفضت ذلك تماما. يشير تأويل العصر الجديد على ذلك التاريخ بأنه علامة على بداية فترة يخضع فيه الأرض وسكانه لعملية تحول إيجابي لطبيعة مادية أو روحية، وأن 21 ديسمبر 2012 سيكون بداية لحقبة جديدة. بينما قال آخرون أن هذا التاريخ يتميز بنهاية العالم أو كارثة مشابهة. وشملت السيناريوهات المقترحة لنهاية العالم وصول الحد الأقصى للدورة الشمسية القادمة، أو التفاعل بين الأرض وثقب أسود في مركز المجرة، أو الاصطدام الأرض مع كوكب يدعى نيبيرو.
إلا أن علماء من مختلف التخصصات رفضوا التوقعات المصاحبة لنشأة الأحداث الكارثية. واشارت الأوساط العلمية المختصة بالمايا بأنه ليس في حسابات المايا التقليدية ماينذر بالموت الوشيك، وأن فكرة تقويم مايا الكبير الذي ينتهي في 2012 ماهو إلا تحريف لثقافة وتاريخ المايا، وكذلك رفض علماء الفلك جميع السيناريوهات المقترحة ليوم القيامة بأنها تزييف، وقد دحضتها بسهولة الأرصاد الفلكية البسيطة.

## تقويم أمريكا الوسطى الكبير
شهد شهر ديسمبر 2012 نهاية لباكتون وهي فترة زمنية استخدمت في تقويم أمريكا الوسطى الكبير قبل وصول الأوربيون إليها. وبالرغم من المرجح أن الأولمك هم أول من أنشأ هذا التقويم، إلا أنه ارتبط بحضارة المايا ارتباطا وثيقا في الفترة الكلاسيكية التي استمرت من 250 إلى 900 ميلادي. وقد فكت رموز كثيرة من نظام كتابة المايا الكلاسيكي، مما يعني ان الأجزاء المهمة لمواد الكتابة والنقش قد حفظت قبل فترة الغزو الأوروبي.

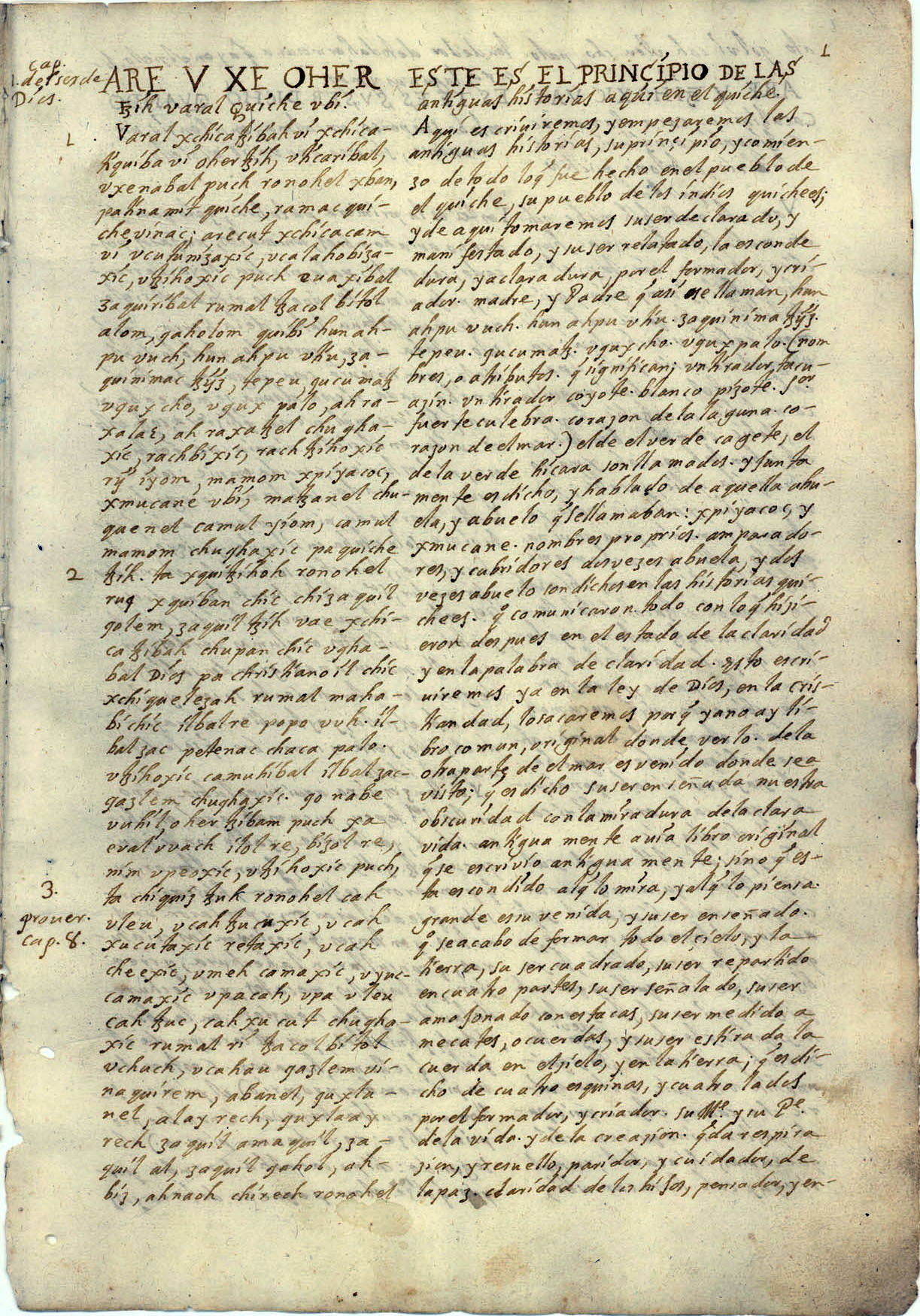
أقدم مخطوطة محفوظة لبوبول فو يعود تاريخها إلى سنة. 1701

يعتبر هذا التقويم نظاما خطيا على العكس من فترة التزولكن الدوري الذي يحتوي على 260 يوما ولا يزال يستخدم حاليا عند سكان المايا، وتتكون وحدات فيه من 20 يوما، وتسمى الوحدة اينال، ويسمى 18 إينال (360 يوما) تون، و 20 تون يصنع كاتون، و 20 كاتون (144,000 يوما أو 394 سنة تقريبا) يكون الباكتون، لذا فإن الموعد الزمني المايوي ل 8.3.2.10.15 يمثل 8 باكتون و3 كاتون و2 تون و10 اينال و15 يوما.

### كشف الغيب
هناك إرث متواتر في أدب المايا عن أعمار الأمم والعالم، لكنها تعرضت للتحريف مما فتح الباب لإحتمالات التأويل. فوفقا لبوبول فو وهو كتاب لشعب كيتجي الماياوي في عهد الإستعمار يتحدث عن حسابات الخلق، فإننا نعيش في العالم أو الزمن الرابع. حيث ذكر أن الآلهة خلقت ثلاثة عوالم فاشلة ثم تبعها عالم رابع نجح في توطين البشر. وقد انتهت تلك العوالم الثلاث عند تقويم المايا الطويل بعد 13 باكتون أي 5125 سنة تقريبا[معلومة أ]. ويبدأ «تأريخ الصفر»[معلومة ب][معلومة ج] من التقويم الكبير من النقطة الفاصلة مابين نهاية العالم الثالث وبداية العالم الحالي، والذي يصادف 11 أغسطس 3114 ق م حسب تقويم ماقبل الميلاد. وهذا يعني أن العالم الرابع بتاريخ 21 ديسمبر 2012 يكون قد وصل إلى نهاية ال13 باكتون أو التاريخ المايوي 13.0.0.0.0. وقد كتب الفلكي وعالم تاريخ المايا ماود ورتشستر ميكمسن سنة 1957:«بأن اكتمال الدورة العظمى ل13 باكتون كانت لها أهمية قصوى للمايا». وفي سنة 1966 كتب مايكل كو عن «المايا»: “بأن هناك رأي بأن القيامة ستفاجأ شعوب العالم المنحطة وجميع المخلوقات في آخر يوم من ال13 باكتون. وبذلك ستكون نهاية الدنيا يوم 21 ديسمبر 2012[معلومة د] عند اكتمال الدورة العظمى للتقويم الكبير”.

### المعارضة
تكرر تفسير كوي من قبل دارسين آخرين في بداية التسعينات. وبالمقارنة ذكر الباحثون اللاحقون أنه قد تكون نهاية الباكتون ال13 سبباً للاحتفال ولكنها لم تشر إلى نهاية التقويم. فلم يرد في نبؤات المايا أو الأزتيك أو حضارات أمريكا الوسطى القديمة ما يشير إلى احتمال حدوث تغير مفاجئ أو كبير من أي نوع في 2012م، ويذكر العالم مارك فان ستون في نظريته "نظرية الدورة العظيمة" أن نهاية الكون ما هو إلا اختراع حديث. وناقش كلا من ليندا سيشل وديفيد فريديل سنة 1990م أن شعوب المايا لم تتصور على أنه نهاية الخلق كما ظن الكثيرون. وذكرت سوزان ميلبراث أمينة الفنون الأمريكية اللاتينية وعلم الآثار في متحف فلوريدا لتاريخ الطبيعة أننا لانملك أي سجلات أو معلومات تُشير إلى أن حضارة المايا تؤمن بانتهاء العالم بحلول 2012م. وذكرت ساندرا نوبل المديرة التنفيذية لمؤسسة دراسات تطور أمريكا الوسطى "أن إكمال دورة كاملة كان سبباً كافياً لاحتفال شعب المايا" وظاهرة 2012م ماهي إلا بدعة تامة وفرص لأشخاص كثيرون كي يجنوا المال". "ستكون هناك دورة أخرى" حسب ماذكره ويليس أندريوس في مدير معهد أبحاث أمريكا الوسطى في جامعة تولين. "نحن نعلم أن شعب المايا آمن بوجود دورة قبل هذه وأشار ذلك إلى رضاهم عن فكرة وجود دورة أخرى بعد هذه." وعلق أحد علماء الآثار بعد اكتشافه في موقع اكسولتون في جواتيمالا على التقويم الجديد أن شعب المايا تنبأ باستمرار بأن العالم -أي بعد 7000عاماً من الآن- ستظل الأمور على حالها تماماً. وسنظل نبحث عن نهايات. وكانت شعوب المايا تبحث عن دليل يضمن عدم حدوث أي تغيير. وهو توجه مختلف تماماً.
وانتقد العديد من الأشخاص البارزين الذين يمثلون شعوب مايا غواتيمالا فكرة نهاية العالم في الباكتون ال13، وقال رئيس المنظمات المشتركة لهنود غواتيمالا، أن هذا التاريخ لا يُمثل نهاية البشرية لكنه يُشير إلى الدورة الجديدة «افترض وقوع تغيرات في الإدراك البشري». وقال مارتين ساكالكسوت من مكتب حقوق الإنسان (سفير حقوق الإنسان بغواتيمالا) أنه لا توجد علاقة بين نهاية التقويم وسنة 2012م.

### الجماعات السابقة المتقدمة
يعود تاريخ الجماعة الأوروبية من المايا والإيمان بالاخره إلى عصر كريستوفر كولومبس، الذي كان يجمع عملاً اسمه Libro de las profecias خلال الرحلة عام 1502م عندما سمع عن«المايا» لأول مرة في جزيرة Guanaja الواقعة قبالة الساحل الشرقي لهندوراس 
تأُثراً بكتابات العالم اللاهوتي BishopPierre d'Ailly يعتقد كولومبس أن اكتشافاته للأراضي البعيده القصية (وحضارة المايا نفسها) قد نبأت بنهاية العالم.
شاعت مخاوف نهاية العالم خلال السنوات الأولى للغزو الأسباني كنتيجة للتكهنات الفلكية الشعبية في أوروبا عن الطوفان العظيم الثاني عام 1524م  في أوائل القرن العشرين وفسّر العالم الألماني Ernst Förstemann الصفحة الأخيرة لـ Dresden Codex باعتبارها تمثيل لنهاية العالم في فيضانات كارثية.
وقد أشار إلى تدمير العالم ونهايته ومع ذلك لم يشر إلى 13th b'ak'tun أو عام 2012م ولم يكن من الواضح إنه كان يشير إلى حدثٍ مستقبلي  وقد كرر أفكاره عالم الآثار (سيلفانوس مورلي)  الذي أعاد صياغة أفكار Ernst Förstemann وأضاف حواشيه الخاصة وذكر (وأخيراً، في الصفحة الأخيرة من المخطوطة وُصِف تدمير العالم.... وهنا، في الواقع صُوِّرَت الكارثة مع لمسة دقيقة لكارثة الابتلاع (أو الانغمار) النهائي) على هيئة طوفان عظيم.
ذُكِّرَت هذه التعليقات لاحقاً في كتاب مورلي (المايا القديمة) الطبعة الأولى الصادرة عام 1946م.
إشارات المايا للبوكتان الثالث عشر
ليس من المؤكد الأهمية التي توليها المايا الكلاسيكية للبوكتان الثالث عشر ، فمعظم نقوش المايا الكلاسيكية تاريخية وليس لها دلالات تنبؤية ، ومع ذلك فقد ذُكر في مادتين من الجزء الأساسي من المايا الكلاسيكية أن نهاية البوكتان الثالث عشر ماهي إلا وهما: Tortuguero Monument 6 and La Corona Hieroglyphic Stairway 12
موقع تورتوجويرو، الذي يقع في أقصى جنوب تاباسكو - المكسيك، والذي يعود تاريخه إلى القرن السابع الميلادي.
ويتكون من سلسلة من النقوش معظمها في تكريم الحاكم المعاصر بالام أجاو Bahlam Ajaw .
أحد هذه النقوش معروف باسم نصب تورتوجويرو 6، وهو النقش الوحيد الذي يشير إلى b'ak'tun 13 ببعض التفاصيل، وقد طُمِست أجزاء منه سڤين جرونمير Sven Gronemeyer وباربارا مكليود Barbara MacLeod أعطيا هذه الترجمة:
سيكون إتمام البكتون الثالث عشر
وهو 4 Ajaw 3 K'ank'in وسوف تحدث رؤية وهي ظهور الإله B'olon-Yokte'
في تنصيب عظيم. 
لا تتوفر إلا معلومات قليلة جداً عن الإله بولن يوكت (Bolon Yokte') فطبقاً لمقالة كتبها علماء مختصين بدراسة حضارة المايا هما ماركوس إيبرل (Markus Eberl) وكرستيان براجر (Christian Prager) في أبحاث علم الإنسان البريطانية فإن اسمه يتألف من العناصر "nine" و ’OK-te’(ومعناه الشيء المجهول) والإله. الالتباس في نقوش الحقبة الكلاسيكية تشير إلى أن الاسم قديم وغير مألوف بالنسبة للُكتاب المعاصرين  وقد ظهر أيضاً في النقوش المكتشفة في مناطق بالينك (Palenque) ويوسوماشينتا (Usumacinta) ولامار (La Mar) كإله الحرب والصراع والجحيم. ورُسِمَ في إحدى اللوحات بحبل مربوط حول عنقه بينما ظهر في لوحة أخرى يحمل كيساً من العبق في نفس الوقت وذلك دلالة على التضحية وإشارة إلى نهاية حقبة من الزمن.
بنا على ملاحظات طقوس مايا الحديثة، ادعى غرونمير وماكلود أن اللوحة تُشير إلى احتفال حيث يقوم شخص ما برسم بالون يوكتي كوه ملفوفا بملابس الاحتفال مستعرضاً في أرجاء المكان ، وقد أشاروا إلى أن الرابط بين بالون يوكتي كوه مع باكتون 13 يبدو مهماً جداً في هذه اللوحة من حيث حلوله محل احتفالات أخرى أكثر نمطية مثل «تعليق اللوحات ونثر البخور» وما إلى ذلك. كما أكدوا على أنهم خططوا لوقوع هذا الحدث في عام 2012م وليس في القرن السابع. وقد احتج باحث من شعب المايا ستيفن هوستن على هذه النظرية من خلال مناقشته بأن تواريخ المستقبل في نقوش المايا تشير ببساطة إلى رسوم موازية للأحداث المعاصرة وأن الكلمات في النقش تصف مشاهد معاصرة عوضاً عن مستقبلية.
في تقبله لوجهة النظر هذه بقوله أن التواريخ المس هاوستن ـستيفن ـ المايا باحث من نقوش المايا كانت تهدف ببساطة إلى استخلاص أوجه الشبه بين الأحداث المعاصرة وأن الكلمات في اللوحة وصفت المعاصرة بدل مشهد المستقبل.
الكورونا
في الفترة ما بين إبريل-مايو 2012م، اكتشف فريق من علماء الآثار نقوش لم تكن معروفة مسبقا حُفرت على درج في موقع لا كورونا في جواتيمالا.
النقوش، التي كانت معروفة بالسلم الهيروغليفي الثاني عشر، تصف بداية المحكمة الملكية في كالاكامول عام 635 قبل الميلاد، وتقارن ما تم إكماله حديثا وقتها (k'atuns) بما أُنْجِّزَ مستقبلا من الـ الباكتون الثالث عشر.
لم تحتو على أي معتقدات أو تنبؤات بما كان الكتبة يؤمنون بحدوثه وقتها.
تذكر نقوش المايا أحياناً تنبؤات بالأحداث المستقبلية والمناسبات التي قد تقع في تواريخ ما بعد انتهاء البكتون الثالث عشر، والتي كان معظمها على هيئة (تواريخ بعيدة): تواريخ العد الطويل بالإضافة إلى عددٍ إضافي، يُعرف بـ (العدد البعيد) الذي عندما يُضاف للتواريخ يعطي تاريخاً في المستقبل. يوجد على الحائط الغربي في معبد النقوش في مدينة بالينكيو (Palenque)، مشروع نصي يتقدم إلى الثمانين -52 عام لدورة التقويم من تتويج الحاكم كينشي جاناب باكال (K'inich Janaab' Pakal). حدث اعتلاء العرش في 9.9.2.4.8 الموافق 27 يوليو من عام 615 م بالتقويم الميلادي. بدأ النقش بتاريخ ولادة باكال 9.8.9.13.0، الموافق 24 مارس 603م. وبعد ذلك أضيف العدد البعيد 10.11.10.5.8  وصولاً إلى تاريخ 21 أكتوبر 4772 م، سيكون مضى أكثر من 4000 سنة منذ زمن باكال.
ستيلا1في كوبا ما هي إلا مثال آخر لتحديد تاريخ الخليقة 13.13.13.13.13.13.13.13.13.13.13.13.13.13.13.13.13.13.13.13.0.0.0.0 أو تسعة عشر وحدة فوق البكتون، وفقاً لليندا شيل (Linda Schele) تُمثل هذه الوحدات ابتداءً من الرقم 13 «نقطة البداية لعداد وقت ضخم» حيث تعمل كل وحدة كصفر وتعيد العداد للرقم 1 كلما زادت الأرقام[Note c] [note c]، على الرغم من أن هذه الكتابات تتوقع أن يدوم الكون الحالي على الأقل 2021×13×360 يوماً  أو تقريباً 2.687×1028عاما، وهي مدة زمنية لكونتيليوني ضعف عمر الكون الذي قدره علماء الكون. وعلى أية حال فقد اقترح آخرون أن هذا التاريخ يشير إلى أن الخلق حدث بعد تلك الفترة الزمنية 
في عام 2012م، أعلن الباحثون اكتشاف سلسلة من جداول المايا الفلكية في اكزلتون (Xultún) بغواتيمالا والتي تحدد حركة القمر وغيره من الأجرام الفلكية على مدى سبعة عشر بوكتاناً 

## معتقدات العصر الجديد
صدرت تأكيدات عديدة عن عام 2012م من قبل شعوب المايا، مجموعة غير مصنفة عن معتقدات العصر الجديد من حكم شعوب المايا القديمة والروحانية. يختلف المصطلح عن باحث المايا Mayanist، الذي يُستخدم للإشارة إلى الباحث الأكاديمي من شعب المايا. ويقول أنتوني أفيني عالم الفلك والآثار أنه بينما سيطرت فكرة " توازن الكون" في أدب شعب المايا القديم، لم تتعادل ظاهرة عام 2012م معها في هذه التقاليد. وعوضاً عن ذلك، ارتبطت بالمفاهيم الأمريكية كحركة العصر الجديد، الإيمان بالعصر الألفي السعيد، والاعتقاد بالمعرفة السرية منذ الأزل والأماكن. وقد اُكْتُشِفَت هذه الأمور في أدب عام 2012م الذي شمل "الشبهات حول تعميم الثقافة الغربية"، وفكرة الثورة الروحانية واحتمال قيادة العالم في العصر الجديد من قبل أفراد أو مجموعة واعية. وليس الهدف العام من هذا الأدب التحذير من الهلاك الوشيك، بل تبني الثقافة الاجتماعية والسياسية في نهاية المطاف والنشاط الروحاني. أفيني، الذي درس مجتمعات العصر الجديد والبحث في الذكاء الفضائي، وصف عام 2012م على أنه نتاج مجتمع مفصول: " فعندما لا نتمكن من العثور على أجوبة روحانية لأسئلة الحياة الكبيرة داخل أنفسنا، نتجه للخارج إلى كينونات خيالية توجد بعيداً في الفضاء الخارجي أو كينونات زمنية قد لا توجد إلا لدى شئ ذو سلطة أعلى.
في عام 1975م، أصبحت نهاية باكتون موضع شك من قبل العديد من كتّاب «العصر الجديد»، الذين أكدوا على أنها ستتماشى مع «تحول عالمي في الوعي». عصر الوعي السادس القادم:Mexico Mystique The Coming Sixth Age of Consciousness، ربط فرانك واترز تاريخ كو الأصلي الرابع والعشرين من ديسمبر بعلم التنجيم وتنبؤات الهوبي. بينما ناقش كلاً من خوسيه أرغيس في (النظرة التحولية) (The Transformative Vision)  وتيرينس ماكينا في (المناظر غير المرئية) (The Invisible Landscape) ، ، أهمية عام 2012 م من دون ذكر يوم محدد.
في عام 1983م، مع نشر النسخة الرابعة من الجدول المعدل لارتباطات التاريخ بروبرت جي شاريرز وكتاب موريلي عن شعب المايا القديم، اقتنع كل منهما بأن حدثاً هاماً سيقع في21 ديسمبر 2012م . وبحلول عام 1987م، السنة التي نُظِّمَت فيها أحداث تجمع الائتلاف، حيث استخدم أرغوليس تاريخ 21 ديسمبر 2012م في عام المايا: المسار قبل التقنية. حيث ادعى أنه في 13 أغسطس 3113 قبل الميلاد بدأ مسار الأرض «شعاع تزامن المجرة» الذي انبثق من مركز المجرة، وأنه سيعبر من خلال هذا الشعاع في فترة تُقدر بحوالي 5200تونز (تون هي دورة من الزمن في حسابات المايا تساوي 360 يوم)، وأن هذا الشعاع سيتسبب في حدوث «تزامن كامل» و «تآكل المجرة» للأشخاص «المتصلين بالطاقة الكهرومغناطيسية لكوكب الأرض» وبحلول 13.0.0.0.0(21 ديسمبر 2012م). اعتقد أن شعب المايا نظم تقويمه ليتوافق مع هذه الظاهرة. إلا أن انطوني أفيني رفض كل هذه الأفكار.
في العام 2006م نشر الكاتب دانييل بينشبك مفاهيم العصر الجديد عن هذا التاريخ في كتابة «2012م: عودة الكيتزالكواتل -إله قديم في أمريكا الوسطى-» حيث ربط الباكتون 13 -الباكتون حوالي 5.125 سنة والمقصود بالباكتون 13 هو يوم الحادي والعشرون من ديسمبر 2012م- بمعتقدات دوائر المحاصيل واختطاف الغرباء والرؤى الشخصية-الإيحاء الإلهي- مستنداً على استخدام عقار الهلوسة والوساطة الروحية.
لذلك دعا بينشبك إلى التفهّم «بأن زيادة الوعي من الناحية المادية والمنطقية والرؤية العالمية العملية التي تأتي معها وصلت إلى نهايتها .... ونحن على حافة الانتقال منها إلى حالة من التحكم بالإدراك أكثر من استخدام الحدس والتصوف (نسبة إلى الطريقة الصوفية) وأساليب الشامان (السحرة الدينيون)».
محاذاة المجرة
لا يوجد حدث فلكي مهم مرتبط بتاريخ بداية العد الطويل.  ومع ذلك فقد ارتبط تاريخ نهايته المفترض بظاهرة فلكية بواسطة (esoteric)، (fringe) وأدب العصر الجديد الذي يولي أهمية كبيرة لعلم التنجيم خاصة التفسيرات التنجيمية المرتبطة بظاهرة النسق المحوري . والأهم من هذه الأفكار هو المفهوم التنجيمي «المحاذاة المجرية»

### ظاهرة المبادرة
تتواجد الكواكب في النظام الشمسي والشمس في نفس المستوى المسطح تقريبا والذي يعرف بمستوى مدار الشمس أو دائرة البروج. ومن زاوية النظر للشمس على الأرض فإن دائرة البروج هو مسار يقتطع الكرة السماوية وتسلكه الشمس مدة سنة كاملة كما تعبر خلاله الأبراج الإثني عشر والتي تشكل دائرة البروج -كلٌّ في دورِه- كما تعرف بالكوكبات البرجية. ومع مرور الوقت يظهر أن الدورة السنوية للشمس تنحسر ببطء إلى الخلف درجة واحدة كل 72 عاماً، أو بالتحرك برجاً كاملاً كل 2160 عامًا تقريبا. تسمى حركة التقهقر هذه بظاهرة السبق أو مبادرة محور الأرض، أي تذبذب طفيف في محور الأرض كطريقة ذبذبات القمة المغزلية عندما تبطئ حركتها في هبوط لولبي سريع.
وعبر كل دورة مكونة من 25,800 سنة تأتي السنة العظمى حيث يكتمل مسار الشمس 360 درجة كاملة من الدوران إلى الخلف خلال دائرة البروج.
وفي التقاليد التنجيمية الغربية تقاس ظاهرة السبق من الاعتدال الربيعي والذي يحدث مرتان سنويا حيث تكون الشمس في المنتصف بين أعلى وأسفل نقطة في السماء. وفي زمننا الحاضر فإن موضع شمس الاعتدال الربيعي تكون في برج الحوت ومن ثم ستغادرنا مستقبلا إلى برج الدلو، وتعني هذه الإشارات قرب نهاية العصر التنجيمي (عصر الحوت) ومن ثم بداية عصر آخر (عصر الدلو). 
وعلى نحو مشابه، يوجد الانقلاب الشمسي الذي يحدث للشمس في ديسمبر (في نصف الكرة الشمالي حيث تصل لأصغر ارتفاع على مسارها السنوي؛ وتصل لأعلى ارتفاع لها في نصف الكرة الجنوبي) حالياً في كوكبة القوس، وهو واحد من اثنين من الكوكبات التي تتقاطع فيها الأبراج مع درب التبانة. في كل عام، عند الانقلاب الشمسي في ديسمبر، تظهر الشمس متوافقة مع درب التبانة، ويتسبب كل عام المبادرة في إحداث تحول طفيف لموضع الشمس في درب التبانة. بالنظر إلى عرض درب التبانة البالغ ما بين 10° و 20°، فإن موضع الشمس عند الانقلاب الشمسي في ديسمبر يستغرق مابين 700 و1400 عام ليتقدم. تقع الشمس حالياً في منتصف درب التبانة مروراً بخط الاستواء المجري. وفي عام 2012م، ستنخفض الشمس عند الانقلاب الشمسي في يوم 21 ديسمبر.

### التصوف
ظهر الفكر الصوفي حول مبادرة محور الأرض (أو مبادرة الاعتدالين) واقتراب الشمس من مركز المجرة في كتاب هاملت ميل في Hamlet’s Mill1969) الذي ألفه جورج دي سانتيلانا وهيرتا فون ديشند. وقد تم اقتباسها والإفاضة فيها من قبل تيرينس ودينيس ماكينا في كتاب المناظر غير المرئية The invisible landscape (1975). وقد تمت الإشارة إلى أهمية «انتظام المجرة» المقبل عام 1991م من خلال عالم الفلك ريمون مارديكس الذي أكد ان الانقلاب الشتوي سيتوافق مع الطائرة المجرية عام 1998/1999م. أن هذا الحدث يحدث مرة كل 26.000 سنة وسيكون بالتاكيد ذا أهمية قصوى للنخبة من علماء الفلك القدامى. ذكر عالم الفلك بروس سكوفيلد:«أن تقاطع درب التبانة عند الانقلاب الشتوي قد تم تجاهله من قبل علماء الفلك الغربيين، مع بعض الاستثناءات. فقد أشار إليه تشارلز جين في وقت مبكر جداً، وفي السبعينات ذكره روب هاند في محادثاته عن المبادرة لكن دون ذكر تفاصيل بشأن ذلك. وأشار إليه لاحقاً راي مارديكس وبعد ذلك بدأنا نحن، جون جينكيز، وأنا ودانيال جيماريو، في التحدث بشأنه».
يتبع أصحاب هذه الفكرة نظرية كان أول من طرحها هو عالم اللغويات والأنثروبولوجيا مونرو ايدمونسون  حيث زعم أن شعب المايا اعتمد في تقويمه على مراقبة ما يسمى بالصدع العظيم أو الشق المظلم وهو عبارة عن حزام من سحب الغبار القاتمة في مجرة درب التبانة وبحسب بعض العلماء فقد سُمِّيَت من قبل شعب المايا «شيبالبابي» وتعني «الطريق الأسود». كما زعم الكاتب والباحث الأمريكي جون مايجور جينكينز أن شعب المايا كانوا مطلعين على المكان الذي تتقاطع فيه خطوط سير الشمس في الطريق الأسود وقد أعطوا هذا الموقع في الفضاء أهمية خاصة في علم الكونيات  وبحسب جينكينز أن هذا السبق سيسمح بتراصف الشمس بدقة مع خط منتصف المجرة عند الانقلاب الشتوي للعام 2012م  وأضاف جينكينز بأن المايا القديمة توقعت هذا الاقتران واحتفلوا به كالتنبؤ للتحول الروحاني العميق للجنس البشري  أما مؤيدي فرضية تراصف المجرة في العصر الحديث احتجوا على هذا الأمر باعتباره مثل استخدام علم التنجيم لمواقع النجوم والكواكب للإشارة إلى معرفة الأحداث المستقبلية حيث أن شعب المايا وضعوا تقاويمهم بهدف الإعداد للأحداث العالمية الهامة. عزا جينكينز رؤى السحرة الدينية (الشامان) في حضارة المايا القديمة حول مركز المجرة إلى استخدامهم فطر السيلوسيبين (تناوله يؤدي إلى الهلوسة) والتأثير النفسي باستخدام سموم العلجوم (ذكر الضفدع السام) والمنشطات الأخرى  كما ربط جينكينز أيضاً الشيبالبابي مع «شجرة العالم» بالاعتماد على دراسات حديثة (ليست قديمة) للمايا في علم الكونيات 1998.

### النقد
يختلف النقاد من الفلكيين أمثال ديفيد موريسون في أن خط الاستواء المجري هو خط غير دقيق تماماً. ولا يمكن تحديده بدقة مطلقاً لأنه من المستحيل معرفة حدود مجرة درب التبانة بشكل دقيق التي تختلف حسب الرؤية. يدّعي جنكينز أنه توصل إلى استنتاجاته حول موقع خط الاستواء المجري بناء على الملاحظات التي أُخِذت من ارتفاع 11,000 قدم (3,400م). أعطى هذا الارتفاع صورة أوضح لدرب التبانة عن تلك التي توصل لها شعب المايا . علاوةً على ذلك، بما أن الشمس تمتد بنصف درجة، فوضعية انقلابها تستغرق 36 سنة لتكمل اتساعها. لاحظ جنكينز أنه للتمكن من تحديد خط الاستواء المجري بشكل دقيق يجب أن يحدث تقارب دقيق مع مركز الشمس الذي قد حدث بالفعل في عام 1998م . وهكذا يؤكد ذلك أنه بدلاً من عام 2012م، يركز نظام المجرة على فترة تمركز سنوات عديدة في عام 1998م. .
لا يوجد دليل واضح على إدراك حضارة المايا الكلاسيكية لظاهرة مبادرة محور الأرض. حيث أشار بعض علمائهم (مثل: باربرا ماكليود، ميشيل غروف، إيفا هانت، غوردن بروثرستون، أنتوني اڤني) أن بعض المواعيد الماوية المقدسة وقِّتت حسب دورات مبادرة محور الأرض، لكن يبقى الرأي العلمي حول هذا الموضوع متشعب. كما أن هناك دليل أثري وتاريخي ضئيل بأن المايا صنفوا الأحداث المهمة حسب وقتي الاعتدالين والانقلابين، ويبدو من الممكن أن الأوائل من بين الميزوأمريكان (شعوب أمريكا الوسطى) هم وحدهم من لاحظ الانقلابين للشمس، ولكن لازال هذا الموضوع مثار جدل بين الماويون. وكذلك لا يوجد دليل على ربط المايا القديمة أي أهمية لدرب التبانة ولا يوجد هناك أي نقش في نظام كتابتهم يمثل ذلك، أو حتى جدولا مرتبا زمنيا أو فلكيا يوثق ذلك.

### موجة الزمن صفر وكتاب التغييرات (أو آيجينغ)
موجة الزمن صفر هي صيغة تنجيمية أو عددية يقصد بها حساب انحسار وتدفق «الجِدّة»، وتعرف بزيادة الترابط الكوني أو التعقيد المنظم بمرور الوقت.
وفقاً لتيرينس ماكينا، فإن للكون جاذب غائي عند نهاية الزمن يزيد الترابط، والذي يصل في النهاية إلى أحادية في التعقيد المطلق في عام 2012م، وعند هذه المرحلة سيحدث كل شيء وأي شيء يمكن تصوره في وقت واحد. تصور هذه الفكرة على مدى عدة سنوات من أوائل السبعينات وحتى منتصفها باستخدام فطر سيلوسيبين -الفطر السحري- وثنائي ميثيل تريبتامين.
عبّر ماكينا عن «الحداثة» ببرنامج حاسوبي ينتج شكل موجي يُعرف بـ «موجة الزمن صفر» أو «موجة الزمن» استناداً على تفسير ماكينا لتسلسل الملك «وين» في كتاب «آيجينغ»، وهو كتاب صيني قديم عن العرافة. هذا الرسم البياني يرمي إلى إظهار فترات عظيمة من «الحداثة» تقابلها تحولات رئيسية في التطور البيولوجي والاجتماعي والثقافي للبشرية. واعتقد ماكينا أن الأحداث في أي زمن من الأزمان ترتبط بأحداث في أزمنة أخرى، وقد اختار ضرب هيروشيما بالقنبلة النووية كأساس لتقدير تاريخه المحدد في نهاية نوفمبر 2012م. وعندما اكتشف في وقت لاحق قرب هذا التاريخ لنهاية الباكاتون الثالث عشر من تقويم المايا، نقّح فرضيته لكي يتطابق التاريخين.
تشير الطبعة الأولى من كتاب The invisible landscape الصادرة عام 1975م، إلى 2012 م مرتين (لكن من دون تحديد يوم معين في السنة). وفي الطبعة الثانية الصادرة عام 1993م، استخدم ماكينا تاريخ شارير (21 ديسمبر) أكثر من مرة.

## نظريات يوم القيامة
تقوم فكرتها على أن العام 2012 م يتنبأ بحدوث طوفان عالمي يمثل نهاية العالم واندثار الحضارة البشرية. أصبحت هذه الفكرة موضوعاً متداولاً لترويج الأفكار في أجهزة الإعلام مع اقتراب تاريخ 21 ديسمبر 2012 م وقد ساهم في انتشارها العديد من صفحات الإنترنت المضللة وخاصة موقع يوتيوب. حتى أن قناة ديسكوفري اُنْتُقِدَت لعرضها برامج شبه وثائقية بخصوص هذا الموضوع الذي قلل من مصداقيتها في عالم التلفزيون 

### أنظمة أخرى
فسر بعض البشر تنبؤ النظام المجرّي بطريقة أبوكاليبتيكية، مُدعين بأن ظهوره سيتسبب بطريقة ما في تأثير جاذبية مشترك بين الشمس والثقب الأسود العظيم في مركز مجرتنا والذي يعرف بـ «منطقة الرامي أ» متسبباً في دمار شامل على الأرض، وبعيداً عن النظام المجري الواقع عام 1998م، فإن مدار الشمس الظاهري من خلال منطقة البروج كما يبدو من الأرض ليس قريباً من مركز المجرة الحقيقي ولكنه يزيد عن ذلك بدرجات ، وحتى إن لم تكن هذه هي حال«منطقة الرامي أ» التي تعادل 30000 سنة ضوئية من الأرض، فمن الأجدر أن تكون أقرب بأكثر من 6 ملايين مرة لتسبب أي اضطرابات جاذبية لنظام الأرض الشمسي ، وقد تضمنت هذه القراءة لهذه الأنظمة في قناة التاريخ الوثائقية (Decoding the Past)، حيث اشتكى جون ماجور جنيكيز (John Major Jenkins) من كاتب الخيال العلمي المشارك في تأليف الفلم الوثائقي ووصفه على أنه قدم«45 دقيقة من الادعاءات المبالغ فيها ليوم القيامة وأنها أسوأ أنواع الإثارة دون مغزى».
استخدم بعض المؤمنين بيوم القيامة في عام 2012م مصطلح«التنظيم المجري» لوصف ظاهرة مختلفة اُقْتُرِحَت من قبل بعض العلماء لتوضيح نمط الإبادة الشامل من خلال ملاحظات السجل الأحفوري المفترضة ، ووفقاً لهذه النطرية فإن الإبادة الشاملة ليست عشوائية بل تتكرر كل 26 مليون سنة، وتفسيراً لذلك، فإنها تدل على أن الذبذبات العمودية الناتجة عن الشمس في دورتها 250 مليون سنة حول مركز المجرة تنتج لها مسار منتظم في المستوى المجري، وعندما تأخذ دورة الشمس ذلك خارج المجال المجري الذي يَقْسِم بدوره القرص المجري حيث يكون تأثير المد والجزر المجرياّن أضعف، ومع ذلك فعندما تخترق القرص المجري مرة أخرى - كما يحدث كل 20-25 مليون سنة- فإنها تكون تحت تأثير أشد قوة «مد وجزر القرص» ووفقاُ للنماذج الرياضية فإنها تزيد من تدفق سحابة المذنبات أورط (Oort cloud) داخل النظام الشمسي بواسطة عنصر من 4، مما يؤدي إلى زيادة هائلة في احتمالية تأثير مذنب مدمر  ، وعلى كل حال يحدث هذا «التنظيم» على مدى عشرات الملايين من السنين ولا يمكن أبداً تحديده بوقت معين ، وتثبت الأدلة أن الشمس مرت عبر مدار المجرة مقسمة القرص المجري منذ 3 ملايين سنة فقط وتدور الآن في مسار أبعد من فوقها.
وقد كانت المحاذاة المقترحة الثالثة نوعاً من التزامن المداري الواقع يوم 21 ديسمبر 2012 م مع أنه لم يكن يوجد تزامن مع ذلك التاريخ [109]، وقد حدثت محاذاة العديد من الكواكب في عام 2000م و 2010م ولم يؤثر ذلك سلباً على الأرض ، ويجدر بالذكر أن كوكب المشتري هو أكبر الكواكب في النظام الشمسي فهو أكبر من جميع الكواكب وعندما يكون كوكب المشتري قريباً من الاستقبال_وهي الحالة التي تتوازى فيها الأرض بخط مستقيم مع الشمس وكوكب آخر _ فيكون الفرق في قوة الجاذبية هي أن كوكب الأرض يواجه أقل من 1% من القوة التي تشعر بها الأرض يومياً من القمر.

### المغناطيسية الأرضية العكسية
أيدت فكرة أخرى استلزام 2012م لمغناطيسية أرضية عكسية (غالباً ما يشير إليها المؤيدين بشكل غير صحي على أنها كقطب متحول) وقد تكون نجمت عن توهج شمسي هائل وبإمكانها أن تحرر طاقة تعادل 100 بليون قنبلة ذرية  ، وقد كان هذا الاعتقاد مؤيداً افتراضياً بواسطة مراقبة ضعف المجال المغناطيسي للأرض  ، إذ يمكنه تجاوز انعكاس القطبين المغناطيسيين الشمالي والجنوبي والوصول للحظة الشمسية القادمة الأشد لمعاناً والتي كان متوقعاً حدوثها في يوم ما قريباً من عام 2012م.
لكن تزعم أغلب التقديرات العلمية ان الانقلاب للأقطاب المغناطيسية للأرض تستغرق مابين 1,000 و 10,000 عام لحدوثها،  وليس هناك توقيت محدد لحدوثها. ومع ذلك فقد تنبأت المؤسسة الأمريكية الوطنية لعلوم المحيطات والغلاف الجوي في الوقت الراهن بأن الحد الأقصى للطاقة الشمسية ستبلغ ذروتها في مايو من عام 2013م وليس كما أشيع بانه سيكون في عام 2012م، وسوف تكون الأشعة الشمسية في أقصى حالات ضعف توهجها (هدوئها) مع انخفاض في نسبة الإشعاعات الساقطة على الأرض. على كل حال، لا توجد هناك أدلة علمية تربط مابين ذروة الطاقة الشمسية والانقلاب في أقطاب الأرض المغناطيسية، (والتي إن صدقت هذه الأدلة ستكون هناك قوة كاملة مدفوعة باتجاه الأرض.) وعوضا عن ذلك فإن تأثيرات ذروة الطاقة الشمسية سوف تكون أكثر وضوحا على اتصالات الأقمار الصناعية وأجهزة الهواتف الخلوية. هذا وقد عزا ديفيد موريسون David Morrison ظهور فكرة العاصفة الشمسية إلى تعميم العالم الفيزيائي ميشو كاكو Michio Kaku، الذي ادعى في مقابلة أجريت معه على شبكة فوكس نيوز الإخبارية Fox News بأن ذروة الطاقة الشمسية والتي ستكون في عام 2012م ستشكل خطرا على أجهزة الأقمار الصناعية مما دفع وكالة ناسا لإنشاء 2006 صفحة إلكترونية معنونة «تحذير العاصفة الشمسية» والذي أصبح بعد ذلك مصطلح متداول في الصفحات التي تتحدث عن يوم القيامة.

### المقال الرئيسي: كارثة نيبيرو
ادّعى بعض المؤمنون بيوم القيامة 2012م أن الكوكب المسمى بـX أو نيبيرو (Nibiru)، سيصطدم بالأرض أو يقترب منه. هذه الفكرة، التي ظهرت بأشكال مختلفة منذ عام 1995م، وأيدت توقع حدوث يوم القيامة في بداية مايو 2003م، لكن تخلى المؤيدين عن التمسك بذلك التاريخ بعد أن مر دون وقوع حوادث. نشأت الفكرة من مطالبات توجيه الكائنات الفضائية وقد سُخِرَ من ذلك بشكل واسع. تحسب الفلكيوون أن لو جسماً كان على مقربة من الأرض لكان مرئياً لأي شخص يتطلع في السماء ليلاً.

### كوارث أخرى
فسر المؤلف غراهام هانكوك في كتابه «بصمات الآلهة» تعليق كو في «كسر قانون مايا» كدليل على تنبؤ لكارثة عالمية. ولاحقاً أعاد المخرج رولاند إيمريتش الفضل للكتاب حيث ألهمه لتقديم فيلم الكوارث عام 2009م بعنوان 2012.
وقد تضمنت ملاحظات أخرى تتعلق بنهاية العالم عام 2012 م، تنبؤات بواسطة مشروع ويب بوت (Web Bot)، حيث ساهم برنامج الحاسوب بتنبؤ المستقبل باستخدام الأحاديث المنتشرة على شبكة الإنترنت. وعلى كل حال، فقد رفض المعلقون ادعاءات المبرمجين وتوقعهم حدوث الكوراث الطبيعية بنجاح حيث أشاروا إلى أنه لا يمكن لإشاعات الإنترنت التكهن بها، على العكس من إمكانية نجاح ذلك في الكوارث التي يسببها البشر مثل هبوط سوق الأوراق المالية.[
وكذلك فقد ارتبط تاريخ 2012 بمفهوم حزام الفوتون لفترة طويلة من الزمن الذي من المتوقع أن يشكل تفاعلاً بين الأرض وبين أكبر نجم في مجموعة الثريا نجم أليسيوني_ ألكيوني _  ، وقد احتج النقاد بقولهم أن الفوتونات لاتستطيع تشكيل الأحزمة بل هي في الواقع تتحرك بعيداً عن مجموعة الثريا التي تقع على بعد أكثر من 400 سنة ضوئية، بل على العكس من محاولتها للتقرب لمجموعة الثريا فهي لا تُشكل أي تأثير على الأرض والنظام الشمسي.
وقد وحدت بعض وسائل الإعلام الحقيقة بقولهم أن العملاق الأحمر نجم منكب الجوزاء سوف يجتاز الطارف الأعظم (سوبرنوفاsupernova) في بعض اللحظات المعينة من الزمن في المستقبل لظاهرة 2012  ، ومع التأكد من أن منكب الجوزاء في المراحل الأخيرة من حياته إلا أنه سيموت كالطارف الأعظم وكذلك لا يوجد أي طريقة للتنبؤ عن وقت وقوع الحادثة خلال الـ 100000 سنة  ، وحتى يشكل خطراً على الأرض فيجدر بالطارف الأعظم (سوبرنوفا) ألا يكون أبعد من 25 سنة ضوئية من النظام الشمسي ؛ إذ أن منكب الجوزاء يبعد مايقارب 600سنة ضوئية لذلك فإن الطارف الأعظم لن يؤثر على الأرض  ؛ وقد أصدر فرانسيس ريدي من وكالة ناسا في ديسمبر 2011م بياناً صحفياً يفضح فيه الزيف من حيث إمكانية حدوث الطارف الأعظم في 2012م.
وقد ضم ادعاء آخر الغزو الأجنبي الفضائي، ففي ديسمبر عام 2012م نشر مقال لأول مرة فيexaminer.com وأشير إليه لاحقاً في النسخة الإنجليزية ل Pravda  وباعتبار المسح الرقمي الثاني للسماء كدليل فإن معهد SETI -منظمة غير ربحية تهدف إلى استكشاف وفهم وتفسير منشأ وطبيعة وانتشار الحياة في الكون- قد رصدت ثلاث مراكب فضائية كبيرة من المقرر أن تصل للأرض عام 2012. وقد دون عالم الفضاء و«كاشف الزيف» فيل بليت أنه باستخدام صيغة الزاوية الصغيرة، يستطيع المرء أن يحدد ما إذا كان الجسم في الصورة كبيراً كما يُذكر، وبالتالي سيكون عليه أن يكون أقرب إلى الأرض من القمر، مما يعني أنه قد وصل فعلاً. وفي يناير2011، أصدر سيث شوستاك -رئيس الفلكيون في معهد SETI- بياناً صحفياً كشف زيف هذه المزاعم.

## ردة فعل الجماهير
انتشرت الظاهرة على نطاق واسع بعد أن وصل إلى الإشعار العام، وخاصة على الإنترنت . وقد تم نشر مئات الآلاف من المواقع حول الموضوع. تلقى موقع (Ask an Astrobiologist)، موقع يقوم بتوعية الجمهور وهو تابع لوكالة ناسا، أكثر من 5000 آلاف سؤال عن الموضوع من 2007م. تساءل البعض عما إذا كان يجب عليهم قتل أنفسهم أو أطفالهم أو حيواناتهم الأليفة. في مايو 2012م، وجد استطلاع (Ipsos) على 16.000 شخص من البالغين في واحد وعشرين دولة أن ثمان في المئة منهم قد تعرض للخوف والقلق بسبب إمكانية انتهاء العام في ديسمبر 2012. بينما المعدل المتوسط لعشرة في المئة وافق على القول«أن تقويم قبيلة المايا، أشار لنهاية العالم في 2012.» مع استجابة عالية بنسبة 20٪ في الصين و 13٪ في تركيا وروسيا واليابان وكوريا و 12٪ في الولايات المتحدة حيث ارتفعت اسعار الملاجئ الأرضية الخاصة بشكل ملحوظ منذ عام 2009م. ارتبطت حالة انتحار واحدة على الأقل بالخوف من نبؤة 2012، مع روايات الآخرين المتناقلة. تساءلت لجنة من العلماء حول الموضوع في جلسة عامة للجمعية الفلكية لمنطقة المحيط الهادي (the Astronomical Society of the Pacific contended) وكيف أن الإنترنت لعب دوراً جوهرياً في السماح ولهذا التاريخ بأن يبد أكثر ترويعاً من سابقه وكأنه يوم القيامة.

### أوروبا
منذ سنة 2000م، بدأت قرية بوغاراش (Bugarach) الفرنسية الصغيرة (عدد سكانها: 189) بتلقي زيارات من «روحانيين» – مؤمنون غامضون استنتجوا ان جبل بك دو بوغاراش (Pic de Bugarach) المحلي هو الموقع الانسب للنجاة من أحداث 2013م التغيرية. في 2011م، بدأ العمدة المحلي، جان-بيير ديلورد (Jean-Pierre Delord)، بالإفصاح عن مخاوفه للصحافة العالمية من أن المدينة الصغيرة قد تغرق في بحر من الزوار في 2012م، حتى انه لمح إلى امكانية استدعاء الجيش. قال ديلورد (Delord) في مارس 2012م لصحيفة ذي إندبندنت (The Independent) «لقد شهدنا ارتفاعاً ضخماً في عدد الزوار.»
«حتى الآن، تسلق أكثر من 20,000 شخص إلى القمة، وفي السنة الماضية كان لدينا 10,000 متنزه، مما يُعد ارتفاعاً ملحوظاً عن الأثني عشر شهراً الماضيين. هم يعتقدون أن بك دي بوغاراش (Pic de Bugarach) عبارة عن موقف للأطباق الطائرة. القرويون غاضبون لأنهم يرون أن الاهمية المبالغ فيها لشيء بعيد تماماً عن الحقيقة أمر مذهل. بعد 21 ديسمبر سوف تعود المنطقة إلى طبيعتها حتماً.»  في ديسمبر 2012م، وضعت الحكومة الفرنسية 100 شرطي ورجل إطفاء حول بوغاراش (Bugarach) وجبل بك دو بوغاراش (Pic de Bugarach)، مما حد من دخول الزوار المرتقبين. في النهاية، لم يتمكن سوى حوالي 1000 زائر من الوصول في أوج «الحدث». تم إفشال حفلتين وطرد 12 شخص من القمة، كما تم اعتقال 5 أشخاص لحملهم الأسلحة. تم انتقاد جان-بيير ديلورد (Jean-Pierre Delord) من أفراد المجتمع بسبب عدم استغلال اهتمام الاعلام للترويج للمنطقة.
ساعد في مواجهة هذه الكارثة. وما حدث، أن عدداً ضئيلاً وصل فعلاً لهذه القرية. والتي تواجد فيها عدد من رجال الشرطة والصحفيين، الذين قدموا لتغطية المفاجأة المتوقع حدوثها.
وبالمثل، الهرم الشبيه بالجبل في ريتانج، في منطقة الكاربات الصربية، جذب اهتماماً رهيباً، إذ يعتقد الكثيرون أن هيكل الهرم الصناعي دُفن بداخله ما يبعث قوة صد قوية في ذاك اليوم لحماية ما بداخله. وقد تلقت الفنادق القريبة من الهرم ما يصل إلى 500 طلب حجز للغرفة الواحدة.
عانت السجينات في سجن نسائي في روسيا بشكل ظاهر من «الاضطراب العقلي الجماعي» في الأسابيع المقبلة لوقوع يوم القيامة المزعزم، وقد ورد كما أشيع إخلاء أحد سكان المصانع لبلدة قريبة من موسكو لمحلات بيع أدوات الاشتعال والشموع والطعام وتموينات أخرى؛ وقد صرح وزير حالات الطوارئ قائلاً أنه تبعاً لـما ورد في «طرق رصد ما يحدث لكوكب الأرض» فإن نهاية العالم لن تكون في شهر ديسمبر ، وعندما سُئل في مؤتمر صحفي عن الزمن المحتمل لنهاية العالم فقد أجاب الرئيس الروسي فلاديميربوتين (Vladimir Putin) قائلاً : «في حوالي 4.5 بلايين السنين».
وقد كتب القس الفلكي الفاتيكان خوسيه فونس (José Funes) في ديسمبر عام 2012م في جريدة الفاتيكان «لوسيرفاتور رومانو (L'Osservatore Romano)» أن تلك النظريات المروعة حول 2012 م كانت «لا تستحق المناقشة أصلاً».

### آسيا
في الصين، تم القبض على ما يقارب الف عضو من عُبَّاد الرب المسيحيين بعد ادعاءهم أن نهاية العالم ستكون في باكتون (b'ak'tun) الثالث عشر [وحدة قياس الوقت عند شعب المايا ويعادل الـواحد باكتون = 144,000 يوماً].وأنه قد حان الوقت للإطاحة بالشيوعية . تم الإعلان وابلاغ المتسوقين باقتناء الشموع استعدادا للظلام الذي سوف يحل، في حين ذلك باع متجر التجزئة تاوباو (Taobao) على الإنترنت تذاكر لركوب سفينة نوح. كما أن الحجوزات لحفلات الزواج قد بلغت أوجها في الواحد والعشرون من ديسمبر 2012 في عدة مدن أما في الرابع عشرة من ديسمبر 2012م، قام رجل في مقاطعة هنان (Henan) [تقع في شرق الصين] بالهجوم على ثلاثة وعشرين وجرحهم بالسكين. اشتبهت السلطات انه كان «متأثرا» بالتنبؤات بنهاية العالم القادمة. في حين أن الأكاديميين في الصين نسبوا انتشار هذا المعتقد عن يوم القيامة عام 2012 م في بلادهم لقلة المعرفة العلمية وعدم الثقة في وسائل الإعلام التي تسيطر عليها الحكومة في ديسمبر 2012م، ألقت رئيسة الوزراء الأسترالية جوليا غيلارد حديثا مليئاً بالأكاذيب لإذاعة تربل جي صرحت فيه «المتبقين من متابعي الأعزاء: العالم سينتهي سواء كانت الضربة القاضية من آكلي اللحوم العائدون إلى الحياة، أوشياطين ووحوش الجحيم، أوانتصار مجموعة الكي بوب. إذا كنتم تعرفون عني شيئاً فهو أنني سأحارب من أجلكم حتى النهاية»  وقد وصف مذيع الإذاعة نيل ميتشل الخدعة بأنها «غير ناضجة» متسائلاً عمّا إذا كانت تتعمد اهانة مكتبها بذلك 

### المكسيك وأمريكا الوسطى
نظمّت دول المكسيك وغواتيمالا وهندوراس والسلفادور -البلدان الأمريكية الوسطى التي شكلت ذات يوم جزءاً من إمبراطورية المايا- الاحتفالات لإحياء ذكرى نهاية b'ak'tun الثالث عشر في أكبر مواقع المايا . في 21 ديسمبر 2011م فعّلت مدينة مايا من تاباتشولا في ولاية تشياباس الساعة الرقمية على مدار ثمانية أقدام للعد التنازلي للأيام حتى نهاية b'ak'tun الثالث عشر. وفي 21 ديسمبر2012م أخذت الأحداث الكبرى مركزها في تشيتشن إيتزا في المكسيك وتيكال في غواتيمالا. في السلفادور عقد أكبر حدث في تزمال، بينما احتفلت هندوراس به في كوبان. وعقدت طقوس المايا فجراً بقيادة الشامان وكهنة المايا .
في كل من هذه المواقع الأثرية في اليوم الأخير من b'ak'tun الثالث عشر احتفل المقيمون في يوكاتان ومناطق أخرى تسيطر عليها سابقاً المايا القديمة بما اعتبروه فجر جديد وعصر أفضل  ووفقاً إلى الأرقام الرسمية من المعهد الوطني للانثروبولوجيا والتاريخ في المكسيك (INAH)، فإن حوالي 50 ألف شخص قاموا بزيارة المواقع الأثرية المكسيكية في 21 ديسمبر 2012م، زار منهم 10.000 شخص تشيتشن إيتزا في يوكاتان، وزار 9900 تولوم في كوينتانا رو، وزار 8000 بالينكو في ولاية تشياباس. إضافة إلى زيارة 10.000 شخص تيوتيهواكان قرب مكسيكو سيتي، وهو ليس من مواقع المايا وقد أقيم الحفل «أو الطقوس» الرئيسي في تشيتشن إيتزا في الفجر في ساحة معبد Kukulkán، أحد الرموز الرئيسية لثقافة المايا. وافتتح الموقع الأثري مبكرا بساعتين لاستقبال آلاف السياح، معظمهم من الأجانب الذين جاءوا للمشاركة في الأحداث المقرر عقدها في نهاية b'ak'tun الثالث عشر  عُقد احتفال إطلاق النار في مدينة تايكل فجراً في الساحة الرئيسية لمعبد «جاقوار». وكان يترأس الاحتفال كهنة من دولة غواتيمالا وكهنة أجانب . شارك رئيس جمهورية غواتيمالا «اوتو بيريز» ورئيسة جمهورية كويستاريكا «لورا شينشيلا» هذا الاحتفال كضيوف استثنائيين . خلال الاحتفال ، طلب الكهنة الوحدة والسلام وانهاء العنصرية والتمييز مع تمني ببداية دورة جديدة «فجر جديد». شارك في هذا الاحتفال حوالي 3000 شخص .
نظمت معظم هذه الأحداث عن طريق الحكومات المكسيكية والأواسط الأمريكية وتتوقع مؤسساتهما السياحية أنهما ستستقطبان آلاف الزوار ، وعندما يزور المكسيك 22 مليون أجنبي في السنة فإن وكالة السياحة الوطنية تتوقع أن تستقطب 52 مليون زائر في عام 2012م وذلك فقط لمناطق (شياباس ، يوكتان ، قوينتانا روو ، تاباسكو، كابيتش) وقد اعترضت مجموعة مايانية ناشطة في غواتيمالا في أوكسلاجوج أجوب على تسويق التاريخ، وعلق متحدث باسم مؤتمر وزراء المايا على أن احتفال التايكل ليس عرضاً للسياح بل هو شيء شخصي وروحي، وكذلك علق أمين مجلس السلطات القديمة العظمى على أن المايا يشعرون بأنهم مستبعدون من النشاطات في التايكل، وقد عقدت هذه المجموعة احتفالاً مماثلاً واشتكت على أن التاريخ قد تم استخدامه لمصالح تجارية وذلك إضافة إلى احتجاج 200 شخصاً تقريباً من المايا قبل احتفال التايكل الرسمي على الاحتفال وذلك لشعورهم بأنهم مستبعدون ، وقد كان معظم المايا غير مباليين بالاحتفالات واستمرار عدد قليل من الناس في ممارسة طقوس الاحتفالات القديمة الرسمية أكثر من الاحتفالات الخاصة  وقد اشتكى المستشار التقني لموقع التايكل أوسفالدو قوماز على أن العديد من الزوار خلال الاحتفال قد تسلقوا السلالم بطريقة غير قانونية مسببين ضرر لايمكن إصلاحه.

### أمريكا الجنوبية
في Décio Colla بالبرازيل، قام Rio Grande do Sul عمدة مدينة São Francisco de Paula بحشد الناس للتحضير لنهاية العالم من خلال تخزين الطعام والمؤن . وفي مدينة Corguinho في Mato Grosso do Sul بُنِيَت مستعمرة للناجين من المأساة المتوقعة . وتمت عمليات حجز معينة في بعض الفنادق في مدينة Alto Paraíso de Goiás في التواريخ المتنبأ بها. وفي 11 أكتوبر 2012م قامت الشرطة في مدينة Teresina البرازيلية ............
في بوليفيا، شارك الرئيس إيفو مورالس في طقوس الكيتشوا والأيمارا ونظمت هذه السنة بدعم حكومي وذلك لإحياء ذكرى الانقلاب الجنوبي الذي حدث في إسلا ديل سول والتي تقع في الجزء الجنوبي من بحيرة تيتيكاكا، وقد أعلن الرئيس إيفو مورالس أثناء الحفل أن هذا اليوم هو بداية «باتشاكوتي» والتي تعني صحوة العالم إلى ثقافة الحياة وبداية انتهاء الرأسمالية الجامحة ، وكما اقترح الرئيس تفكيك صندوق النقد الدولي والبنك الدولي  كذلك في ديسمبر 2012م، أُغلقت يوريتوكو في قرطبة في الأرجنتين يوم 21 ديسمبر وذلك لأنها كانت المكان المقترح في الفيسبوك للانتحار الجماعي.

## التأثير الثقافي
نوقشت ظاهرة عام 2012م وأشير إليها في العديد من وسائل الأعلام . والعديد من الافلام الوثائقيه في بعض المراجع الخياليه المعاصرة لعام 2012م ، التي تشير إلى 21 ديسمبر كيوم للحدث الكارثي .
المؤامرة أو المكيدة غير المعروفة للمسلسلات التلفزيونية والملفات الغامضه تذكر بأن 22 ديسمبر 2012م هو موعد للاستعمار الأجنبي للارض وكما تذكر وقوف تقويم المايا عند هذا التاريخ  بثت قناة التاريخ حفنة من الحلقات الخاصة عن يوم القيامة التي تشمل تحليل لنظريات 2012م، مثل حل شفرات الماضي وفكها (2005-2007م), 2012م نهاية الأيام (2006م), الايام الأخيرة على الأرض (2006م)، السبع الاشارات للتدمير الوشيك للعالم (2007م)، والنوسترادميوس عام 2012م (2008م)  أيضا بثت قناة الاكتشافات ديسكفري رؤيا لنهاية العالم في 2009م، مشيرة إلى العواصف الشمسية الضخمة، المغناطيس عكس القطب، الزلازل، البراكين والحوادث الجذرية الطبيعية الأخرى التي يمكن حدوثها في 2012 م. في 2012 م اطلقت قناة ناشونال جيوغرافيك برنامج يدعى التحضير ليوم القيامة، وسلسله وثائقيه عن الناجون تحضيرًا لمختلف أنواع النوازل، بما في ذلك يوم القيامة (2012م). نُشرت المئات من الكتب حول هذا الموضوع. الكتاب الأكثر مبيعا عام 2009م، الرمز المفقود للكاتب دان براون أظهرت رموز بريديه زائفه (245628205)
تعود تلك الرموز إلى تاريخ جوليان لـ«21 ديسمبر 2012م». في السينما كان فلم الكوارث 2009م مستوحى من الظواهر 2012 م.وقد سبق صدوره ترويجا له يشتمل على حملة تسويقيه خياليه في القنوات التلفزيونية والمواقع الإلكترونية «مركز للتنمية البشرية» يدعو الناس غلى الإستعداد لنهاية العالم.
و مع أن تلك الظواهر لم تذكر في الفلم، فإن العديد من المشاهدين آمنوا بحقيقتها، وبالرغم من شدة نقد الحملة، أصبح الفلم واحداً من أكثر الأفلام نجاحاً في تلك السنة. وفي مقال صحيفة "دايلي تيليغراف" نسب الخوف على نطاق واسع لظاهرة 2012م في الصين على هذا الفلم. والذي كان نجاح كبير في ذلك البلد لأنه يصور المبنى الصيني "الخزائن المقدسة الباقية للنجاة"  فيلم لارس فون تراير لعام 2011م يتميز بحبكة سوداوية وهي كوكب يخرج من وراء الشمس على مسار تصادمي مع الأرض. أعلن رئيس شركة ماجنوليا بيكتشرز المالكه للفيلم في بيان صحفي قائلا: " بما ان نبوئة نهاية عام 2012م هلت علينا فقد حان الوقت للتحضير لسنمائية آخر الخوارق.
ألهمت الظاهرة أيضاً العديد من فعاليات موسيقى البوب والروك. في وقت مبكر من عام 1997م، «الظل المعين من الأخضر» من قبل الكابوس أشار إلى اعتقاد باطني أن تحولا في الإدراك سيصل في عام 2012 م («هل أنت ستعمل على الوقوف حتى عام 2012 م؟ / مالذي تنتظرونه، الظل المعين من الأخضر؟»). وتشمل الفعالية في الآونة الأخيرة «عام 2012 م (وهي ليست النهاية)» (2010م) التي يؤديها جاي شون و «حتى نهاية العالم» (2011م) التي يؤديها بريتني سبيرز. نحو منتصف ديسمبر 2012م، خدعة الإنترنت المتعلقة بالمغنية الكورية الجنوبية PSYكونها واحدة من الفرسان الأربعة وعمم على نطاق واسع في جميع أنحاء نهاية العالم منصات وسائل الإعلام الاجتماعية. خدعة PSY المزعومة كانت انه عندما أُعجب الملايين من المشاهدين بالفيديو اليوتيوبي «غانغنم ستايل» سيكون ذلك نهاية العالم. الهندي الملحن الرحمن، والمعروف عنه بالمليونير، الذي صدر له «الحب اللانهائي» لـ «غرس الإيمان والتفاؤل في الناس» قبل توقع يوم القيامة.
العديد من العلامات التجارية المفعلة تجاريا مرتبطة بشهر نهاية العالم لـ 2012م والايام التي تلي ذلك التاريخ، وفي فبراير عام 2012م بثت شركة السيارات الأمريكية جي ام اعلانا خلال لعبة كرة القدم السنوية السلطانية العظمى فيه مجموعة من الأصدقاء يقودون شافرليت سيلفيردوز خلال أنقاض من الحضارة الإنسانية التابعة لنهاية العالم 2012م، في حين أنه في 17 ديسمبر 2012م، بثت الهلام اعلانا يقول أن تقديم الهلام لآلهة المايا سيرضيهم لحماية العالم، وتسائل جون فيرت ـ بروفسور في الاعلانات في جامعة بوسطن ـ عن فائدة إنفاق الكثير من المال لهذا الحديث الفريد والقصير الأجل 

## معلومة
- أ  لعب الرقم 13 دورا مهما في تقاويم أمريكا الوسطى: فقد قسم التزولكن أو التقويم المقدس إلى 13 شهر لكل منها 20 يوما. وأيضا احتوت دورة الماي المايوية على 13 كاتون. ولم يعرف بالضبط سبب أهمية هذا الرقم، إلا أن هناك مزاعم تربطها بدورة القمر وبفترة الحمل البشرية.[167][168]
- ب  يختلف التقويم المايوي عن الغربي باستخدامه تاريخ الصفر.[18]
- ج  يظهر هذا التاريخ بتقويم المايا "13.0.0.0.0" بدلا من "0.0.0.0.0".[46]
- د أول توقيت وضعه كو كان بتاريخ «24 ديسمبر 2011». ثم غيره سنة 1980 في النسخة الثانية من كتابه إلى «11 يناير 2013»[169]، ثم استقرت على 23 ديسمبر 2012 في النسخة الثالثة من كتابه بتاريخ 1984[170]. ظهر أول ارتباط لنهاية الباكتون 13 بيوم 21 ديسمبر 2012 في جدول لروبرت شيرر عند مراجعته النسخة الرابعة من كتاب «شعب مايا القديم» (The Ancient Maya) لسيلفانوس مورلي(Morley 1983, Table B2).